# Horní Moštěnice
Horní Moštěnice é uma comuna checa localizada na região de Olomouc, distrito de Přerov.